# 卡伦·斯蒂夫斯
卡伦·斯蒂夫斯（英語：Karen Stives，1950年11月3日—2015年8月14日），美国前女子马术运动员。她曾代表美国参加1984年夏季奥林匹克运动会马术比赛，获得一枚金牌和一枚银牌。